# Валківський район
Ва́лківський район — колишній район у південно-західній частині Харківської області з адміністративним центром у місті Валки. Засновано район 1923 року. Населення складає 32 333 осіб (на 1 березня 2012).

## Географія
Валківський район межує на півночі з Богодухівським районом, на заході — з Коломацьким і Краснокутським районами Харківської області та Чутівським районом Полтавської області, на півдні — з Красноградським та Нововодолазьким районами Харківської області і на сході — з Харківським сільським районом.
Валківський район створений 7 березня 1923 року.
Площа — 1010,5 км² (3,2 % від площі території Харківської області).
Водні ресурси — близько 1000 га (річка Мож з притоками: р. Турушка, р. Болгар, р. Орчик, р. Мерчик, р. Коломак, р. Чутівка та 159 ставків).

## Історія
Стародавня історія Валківщини бере свій початок у далекому минулому. Завдяки археологічним дослідженням встановлено, що на цій землі жили ще первісні мисливці 15-30 тис. років тому, а в епоху пізньої кам'яної і бронзової доби (V—VI тисячоліття до н. е.) тут жили племена так званої Дніпро-донецької культури.
Також археологи знайшли на території району осередки культури скіфського періоду. Вони довели, що Валківщина в ті часи була центром культури меланхленів. Ці племена займалися тваринництвом, землеробством і ремеслом. У першій половині XII століття, під час татаро-монгольського набігу, територія, на якій вони мешкали, зазнала нещадного спустошення і невдовзі перетворилась на так зване «Дике Поле», укрите лісами та степовими травами.
Саме тут, між лісами й болотами, проходив сумно відомий Муравський шлях — шлях із Криму на Московію, яким здійснювали набіги за здобиччю та невільниками кримські і ногайські татари. Для захисту від них на початку XVII століття серед «дикого поля» почали створюватися перші малочисельні укріплені пункти — невеликі фортеці та остроги — Царе-Борисів (1600 рік), Чугуїв (1638 рік), Валки (1646 рік).
На території теперішнього Валківського району в ті часи було відновлено (а збудовано було ще за скіфських часів) Перекіпський вал (глибокий рів із високим валом), що перетинав Муравський шлях між верхів'ями річок Мжі та Коломаку. Імовірно, що і назва міста Валки походить від цього валу.
Роботи із спорудження рубленого города почалися 21 травня 1646 року під керівництвом Бєлгородського воєводи Хілкова. У 1665 році місто Валки було перенесено на береги річки Мжі, де воно стоїть і сьогодні.
У квітні 1780 року Валкам був наданий статус міста, яке стало центром повіту. На той час населення міста становило 5446 осіб, у тому числі 5019 військових обивателів.
На початку XX століття Валки і повіт були охоплені значними селянськими повстаннями. У 1902 році селяни розгромили понад 25 поміщицьких економій. З особливою силою повстання проявилися в селах Сніжківі, Благодатному, Сидоренковому. Царський уряд надзвичайно жорстоко його придушив.
Після Лютневої революції в Петербурзі у Валках та повіті посилився визвольний рух, яким керували українські націонал-демократи.
Радянська окупація сюди була привнесена на багнетах тульських робітників у 1919 році. Саме вони і очолили у Валках повітову владу.

### Валківське повстання
У квітні 1921 року у Валках розпочалося велике народне повстання. Його очолили колишні військові старшини — Джуваго, Макаренко та Сорокін. Сили повстанців становили від 1500 до 3500 вояків, котрі мали гарячу підтримку населення. Повстанці обрали Український народний уряд, налагодили зв'язок із повстанськими загонами сусідніх районів. Новітні гайдамаки (половина мала лише коси та вила) відбивали мобілізованих до Червоної армії, роззброювали окупантів, захоплювали зброю та військове спорядження.
30 квітня (чи 1 травня) 1921 року відбувся штурм міста Валки загонами повстанців. Захопивши південні околиці, знекровлені сили гайдамаків відступили, а червоні зібрали свіжі сили. Окупантами керував Роберт Ейдеман. Біля села Ков'яги українські повстанці зазнали поразки, було полонено одного з провідників гайдамацтва — Сорокіна. Проте валківське козацтво продовжувало опір — залишки загонів очолив отаман Білецький, котрий вступив у бій із червоним ворогом поблизу села Сніжків. Отаман боровся проти червоного ворога до 1922 року. Далі український опір було зламано.
У 1923 році Валки стали районним центром Валківського району.
У селах Валківського району як і по всій Харківській області в 1932—1933 рр. був Голодомор.
Німецька окупація району почалась 19 жовтня 1941 року і тривала 23 місяці — до 16 вересня 1943 року, коли бійці Степового фронту (під командуванням маршала Радянського Союзу Івана Конєва), у складі якого було понад 10 стрілецьких дивізій, 1 танковий корпус, гвардійський мінометний полк, звільнили район. Місто Валки безпосередньо звільняли 242 і 280 гвардійські стрілецькі дивізії четвертої гвардійської армії.
У лавах Радянської Армії на фронтах війни воювало понад 16 тисяч жителів Валківщини, третя частина з них (5241 осіб) загинула смертю хоробрих.
На території Валківщини діяв партизанський загін, сформований у Новій Водолазі. Спочатку до його складу входило лише 58 бійців під командуванням Степана Либи, а потім він об'єднався з партизанським загоном І. Й. Копьонкіна, що діяв на території Зміївського, Нововодолазького та Валківського районів. Партизани знищили близько 500 фашистських солдат і офіцерів, 74 поліцая, визволили 200 радянських військовополонених із концтабору у с. Литвинівка.
Людські втрати району в роки Німецько-радянської війни склали 9241 людей, з них загиблих на фронті — 5241. На окупованій території загинуло 4000 осіб.

## Адміністративний устрій
Район адміністративно-територіально поділяється на 1 міську раду, 2 селищні ради та 17 сільських рад, які об'єднують 102 населених пунктів та підпорядковані Валківській районній раді.

### Влада
Голови РДА:
Колесник Олексій Миколайович
Пересада Віталій Петрович
Волощук Микола Дем"янович
Шпарага Юрій Іванович
Нікітенко  Олександр Анатолійович
- Малявін Микола Олексійович
- Холодний Олександр Миколайович
- Юрченко Едуард Петрович
- Войтенко Віктор Іванович

Голови районної ради
- Железняк Микола Матвійович
- Холодний Олександр Миколайович
- Яцина Юрій Дмитрович
- Оноша Віталій Петрович

## Політика
25 травня 2014 року відбулися Президентські вибори України. У межах Валківського району було створено 27 виборчих дільниць. Явка на виборах складала — 52,24 % (проголосували 13 321 із 25 501 виборців). Найбільшу кількість голосів отримав Петро Порошенко — 40,80 % (5 435 виборців); Михайло Добкін — 17,48 % (2 329 виборців), Юлія Тимошенко — 12,82 % (1 708 виборців), Олег Ляшко — 7,28 % (970 виборців), Сергій Тігіпко — 5,84 % (778 виборців), Анатолій Гриценко — 5,29 % (705 виборців). Решта кандидатів набрали меншу кількість голосів. Кількість недійсних або зіпсованих бюлетенів — 1,49 %.

## Населення
Розподіл населення за віком та статтю (2001):
| Стать | Всього | До 15 років | 15-24 | 25-44 | 45-64 | 65-85 | Понад 85 |
| --- | ------ | ----------- | ----- | ----- | ----- | ----- | -------- |
| Чоловіки | 16 628 | 2899        | 2378  | 4797  | 4254  | 2185  | 115      |
| Жінки | 20 175 | 2717        | 2319  | 4745  | 5061  | 4771  | 562      |
| \| Статево-вікова піраміда \| Статево-вікова піраміда \| Статево-вікова піраміда \| \| ----------------------- \| ----------------------- \| ----------------------- \| \| Чоловіки \| Вік \| Жінки \| \| 115 \| 85 + \| 562 \| \| 165 \| 80-84 \| 741 \| \| 493 \| 75-79 \| 1348 \| \| 816 \| 70-74 \| 1613 \| \| 711 \| 65-69 \| 1069 \| \| 1224 \| 60-64 \| 1733 \| \| 628 \| 55-59 \| 780 \| \| 1189 \| 50-54 \| 1260 \| \| 1213 \| 45-49 \| 1288 \| \| 1301 \| 40-44 \| 1345 \| \| 1135 \| 35-39 \| 1201 \| \| 1159 \| 30-34 \| 1063 \| \| 1202 \| 25-29 \| 1136 \| \| 1115 \| 20-24 \| 1126 \| \| 1263 \| 15-20 \| 1193 \| \| 1218 \| 10-14 \| 1170 \| \| 945 \| 5-9 \| 871 \| \| 736 \| 0-4 \| 676 \| |        |             |       |       |       |       |          |
| Статево-вікова піраміда |        |             |       |       |       |       |          |
| Чоловіки | Вік    | Жінки       |       |       |       |       |          |
| 115 | 85 +   | 562         |       |       |       |       |          |
| 165 | 80-84  | 741         |       |       |       |       |          |
| 493 | 75-79  | 1348        |       |       |       |       |          |
| 816 | 70-74  | 1613        |       |       |       |       |          |
| 711 | 65-69  | 1069        |       |       |       |       |          |
| 1224 | 60-64  | 1733        |       |       |       |       |          |
| 628 | 55-59  | 780         |       |       |       |       |          |
| 1189 | 50-54  | 1260        |       |       |       |       |          |
| 1213 | 45-49  | 1288        |       |       |       |       |          |
| 1301 | 40-44  | 1345        |       |       |       |       |          |
| 1135 | 35-39  | 1201        |       |       |       |       |          |
| 1159 | 30-34  | 1063        |       |       |       |       |          |
| 1202 | 25-29  | 1136        |       |       |       |       |          |
| 1115 | 20-24  | 1126        |       |       |       |       |          |
| 1263 | 15-20  | 1193        |       |       |       |       |          |
| 1218 | 10-14  | 1170        |       |       |       |       |          |
| 945 | 5-9    | 871         |       |       |       |       |          |
| 736 | 0-4    | 676         |       |       |       |       |          |

Населення — 32,5 тис. осіб. В тому числі міського населення — 14,4 тис. осіб (43,1 % від чисельності по району), сільського — 18 тис. осіб (59,6 %).

## Економіка
З моменту свого заснування і до сьогодні Валківський район — це сільськогосподарський район. Спеціалізація зумовлена природними умовами: сприятливий клімат і понад 70 % ґрунтів — родючі чорноземи.
Загальна площа сільськогосподарських угідь по району становить 82,6 тисяч га, в тому числі:
- ріллі — 67,0 тис. га (81,1 %);
- сіножатей та пасовищ — 12,7 тис. га (12,5 % від загальної площі району);
- лісів та лісових площ — 11,0 тис. га (10,9 %) від загальної площі району).

У районі працюють 19 приватних сільськогосподарських підприємств та 35 фермерських господарств.
У структурі сільськогосподарського виробництва 53 % припадає на рослинництво, 30 % — тваринництво, 17 % — на переробку сільгосппродукції.
Основні культури, які вирощуються в районі:
- зернові (45 % площ),
- соняшник (8 %),
- цукрові буряки (7 %),
- кормові культури (25 %).

Головними напрямками в галузі тваринництва є виробництво молока та м'яса.
Станом на початок травня 2005 року в сільгосппідприємствах району налічувалося 11,7 тис. голів великої рогатої худоби, в тому числі 3,7 тис. голів корів та 2,2 тис. голів свиней.
Промисловість району представляють 4 підприємства:
- ВАТ «Валківський молокозавод»,
- ТОВ "Валківський завод продтоварів «ГАЛС»,
- ТОВ «Інтерфакт плюс» — виробляє із глини, запаси якої розташовані на території району, червону цеглу,
- ТОВ «Серпневе плюс» — займається виробництвом алкогольних напоїв.

Також станом на початок 2005 року у районі зареєстровано 128 малих підприємств та 796 підприємців — фізичних осіб. Малими підприємствами за рік виробляється продукції на загальну суму 78 млн грн.

## Транспорт
Районом проходить автошлях E40М03.

## Соціальна сфера
У Валківському районі є 21 загальноосвітня школа, в яких навчається 4335 учнів.
У системі охорони здоров'я працюють:
- Валківська центральна районна лікарня, в якій діє 6 відділень (с. Минківка, с. Сидоренкове, с. Шарівка, сел. Ков'яги, с. Новий Мерчик, с. Сніжків),
- 4 амбулаторії сімейного лікаря,
- 7 фельдшерсько—акушерських пунктів, 1 лікарська амбулаторія.

У галузі культури на території району працюють:
- районний Народний Дім «Іскра»,
- 22 будинки культури,
- 25 бібліотек,
- 1 музей,
- школа мистецтв.

У районі функціонує 15 спортивних, 1 тренажерний зали, обладнано 26 футбольних полів, 2 стадіони.

## Релігія
Станом на 1 травня 2005 року в районі діє 19 релігійних громад:
- Преображення (Української православної церкви — м. Валки.
- Свято-Миколаївська — с. Високопілля.
- Різдва Богородиці — смт. Ков'яги.
- Євангельський християн-баптистів — м. Валки.
- Євангельський християн-баптистів — смт. Ков'яги.
- Євангельський християн-баптистів — с. Високопілля.
- Євангельський християн-баптистів — с. Новий Мерчик.
- Всіх-Святська — смт. Старий Мерчик.
- Іоанна Предтечі — с. Сніжків.
- Свято-Спасо-Преображенська (УПЦ) — с. Серпневе.
- Християн віри євангельської «Благовість» — м. Валки.
- Християн віри євангельської «Благовість» — с. Сніжків.
- Християн віри євангельської «Благовість» — с. Буцьківка.
- Християн віри євангельської «Благовість» — с. Очеретове.
- Християн віри євангельської «Благовість» — с. Серпневе.
- Християн віри євангельської «Благовість» — с. Черемушна.
- Свято-Хрещенська (УПЦ) — с. Шарівка.
- Свято-Покровська (УПЦ) — с. Новий Мерчик.
- Адвентистів 7-го Дня — м. Валки.

## Туризм

### Екскурсійні об'єкти та пам'ятки архітектури

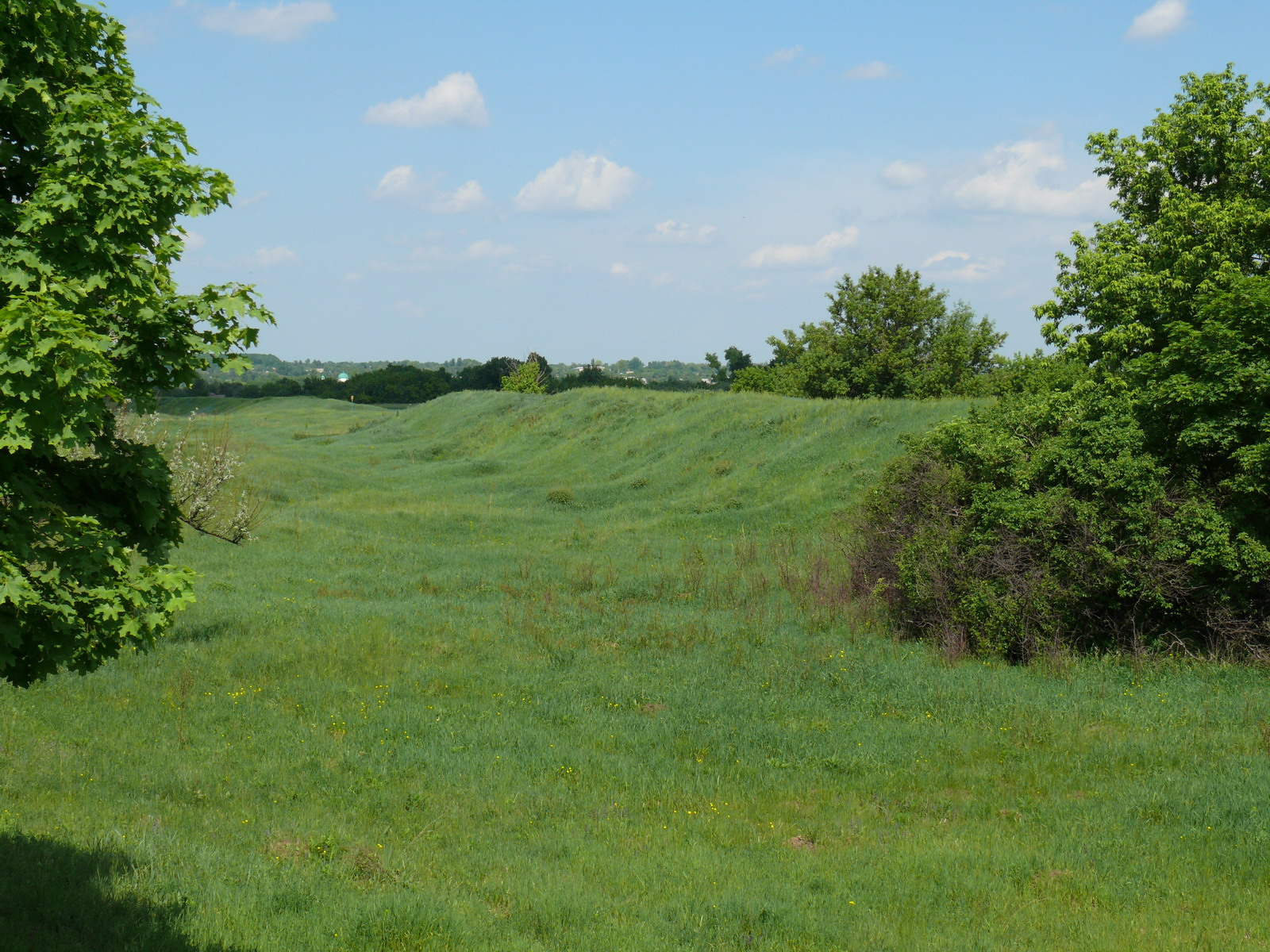
Перекопський вал поблизу села Високопілля

- Дендропарк — с. Яблунівка (дослідне поле).
- Валківський (Можеський) острог — с. Старі Валки.
- Перекопський вал — с. Перекіп.
- Пам'ятник Павлу Грабовському — м. Валки.
- Пам'ятники жертвам голодомору 1932—1933 р.р. — (м. Валки, с. Сніжків, с. Кобзарівка).
- Православний храм XIX ст. — с. Високопілля.

### Археологічні пам'ятки
У Валківському районі Харківської області на обліку перебуває 74 пам'ятки археології.
На території сучасного міста Валки в середині І тисячоліття до н. е. існувало скіфське поселення.
Біля села Огульці є кургани та знайдено рештки поселення скіфських часів (МП століття до н. е.). Дві кам'яні баби свідчать про тривале перебування тут кочівників (Х-ХІ століття н. е.).
Поряд із селом Черемушна збереглися кургани пізньої бронзи та ранньоскіфського часу (І половина І тисячоліття до н. е.), а також поселення скіфського часу.

### Історичні пам'ятки
У Валківському районі Харківської області на обліку перебуває 56 пам'яток історії.
Історію сучасних Валок можна прослідкувати в пам'ятниках.
Величний меморіал солдатам Батьківщини, партизанам, жителям району, які пали від рук фашистських окупантів, побудували валківчани в центрі міста: поряд із братською могилою — скульптура Матері-Батьківщини, на могильних плитах — прізвища бійців, які загинули в роки війни.
На південно-західній околиці міста в оточенні тополь і вічнозелених ялин на високому постаменті встановлено танк Т-34. Поряд із ним — дві стели, на яких зображена схема бойових дій у Валківському районі в вересні 1943 року.
У північній частині міста, на Рогозовській горі, де в братській могилі поховані радянські воїни, які загинули в боях за Валки, завмерла монументальна фігура солдата.

### Архітектурні пам'ятки
На Валківщині знаходиться цікаве селище Старий Мерчик. У цьому селі розташований Старомерчанський палац Шидловського (пам'ятник XVIII ст.), який збудований поміщиком Шидловським у 1776 році. Це був красивий палац побудований в класичному стилі. В комплекс садиби входила церква Всіх Святих (збудована в 1778 році), родове кладовище, дзвіниця та трапезна побудована при поміщиках Рухівських. У палаці були зібрані рідкі твори мистецтва, знаходилася колекція предметів побуту народів Середньої Азії.

### Природні пам'ятки
- Ентомологічний заказник місцевого значення «Ханделіївський». Площа 5,0 га. Розташований в с. Миколаївка на південному схилі балки яружно-балочної системи. Рослинність подана формаціями різнотравно-типчаково-ковилових степів. Тут живе приблизно 60 видів корисних комах.
- Ентомологічний заказник місцевого значення «Савранський». Площа 5,0 га. Розташований в с. Благодатне на південно-західному схилі балки Антонів Терен (на південно-східному схилі балки Савранка). Рослинність — злакові і бобові степові трави. Тут живе приблизно 30 видів корисних комах.
- Ентомологічний заказник місцевого значення «Каніцевський». Площа 5,0 га. Розташований в с. Сидоренкове на південному степовому схилі балки. Тут ростуть ковила, гіацинт, сон-трава, шавлія, ломиніс цілолистий, живе приблизно 100 видів і груп корисних комах, які цінні для науки.
- Гідрологічний заказник місцевого значення «Іллюхівський». Площа 110,0 га. Розташований біля с. Іллюхівка.
- Гідрологічний заказник місцевого значення «Мерчицький». Площа 37,0 га. Розташований біля с. Старий Мерчик.
- Гідрологічний заказник місцевого значення «Коломачки». Площа 68,7 га. Розташований біля с. Високопілля.
- Ботанічна пам'ятка природи місцевого значення «Дуб-велетень № 1». Знаходиться в Мерчицькому лісництві. Вік дуба — 150 років, заввишки 27 м, діаметр стовбура — 150 см.
- Ботанічна пам'ятка природи місцевого значення «Дуб-велетень № 2». Знаходиться в Мерчицькому лісництві. Це велике дерево дуба черешчатого віком 200 років, заввишки 32 м, діаметр стовбура — 190 см.
- Ботанічна пам'ятка природи місцевого значення «Дуб-велетень № 3». Знаходиться в Мерчицькому лісництві. Це дуб черешчатий віком 150 років, заввишки 34 м, діаметр стовбура — 120 см.
- Ботанічна пам'ятка природи місцевого значення «Дуб-велетень № 4». Знаходиться в Мерчицькому лісництві. Це велике дерево дуба черешчатого віком 250 років, заввишки 31 м, діаметр стовбура — 220 см.
- Ботанічна пам'ятка природи місцевого значення «Дуб-велетень № 5». Знаходиться в Мерчицькому лісництві. Віковий дуб черешчатий 150 років, висота 29 м, діаметр 350 см.
- Лісове заповідне урочище «Довжик». Площа 27,5 га. Знаходиться в Мерчицькому лісництві. Урочище як елемент ландшафту, високопродуктивний, живописний куточок лісу. Має історичне значення, як місце переходу кочівників (скіфів, половців) через річку Мокрий Мерчик.
- Парк-пам'ятка садово-паркового мистецтва загальнодержавного значення «Старомерчицький». Площа 69,0 га. Розташований в селищі Старий Мерчик. Заснований в другій половині 18 століття. Парк ландшафтного типу. В парку ростуть дерево-чагарникові породи місцевого походження (дуб, клен, липа, сосна). На території парку розташовано декілька пам'яток архітектури 18 століття.
- Парк-пам'ятка садово-паркового мистецтва місцевого значення «Литвинівка». Площа 10,8 га. Парк закладено в с. Литвинівка. В парку ростуть понад 130 рідкісних видів деревно-чагарникових порід-екзотів лікарських і технічних рослин. Цінний для науки і селекційної роботи.

## Персоналії
З Валками пов'язане життя і діяльність багатьох видатних людей України. Зокрема, ще у XVII столітті торував по ній свої стежки мандрівний філософ-просвітитель Григорій Сковорода, якого саме Валківська земля зцілила від важкого недугу і дарувала солодкі хвилини кохання[джерело?].
Тут свої перші проби пера робив літератор і журналіст першої половини XIX століття Іван Пилипович Вернет. Проти царської муштри відчайдушно виступав у Валках у середині позаминулого століття, одягнений в солдатську шинелю, поет Павло Грабовський. Саме в той час, працюючи звичайним провізором у валківській аптеці, розвивав свій поетичний дар український поет Василь Степанович Кулик.
А в селі Черемушна народилася і виросла Марія Вольвач, яка творила свої поетичні і прозові речі і зберігала їх у своїй пам'яті, доки не зустрілася з Іваном Франком, який записав і видрукував її твори у своєму «Науково-літературному віснику».
У районі народився і виріс відомий математик XIX століття, ректор Харківського державного університету 1837–1839 років, професор Андрій Федорович Павловський. А також майстри художнього слова Петро Йосипович Панч, Гордій Максимович Коцюба та Олександр Юхимович Корж, який взяв на себе сміливість ще у 1940 році написати правдиву поему «Степова доля» про голодомор 1933 року.
Звання Героя Радянського Союзу за подвиги у Вітчизняній війні удостоєні уродженці Валківщини:
- Буцький Йосип Іванович (село Велика Лихівка);
- Видренко Дмитро Олександрович (село Литвинівка);
- Вільхівський Семен Михайлович (село Мельникове);
- Войтенко Іван Федорович (село Заміське);
- Данильченко Іван Андрійович (село Рудий Байрак);
- Дзюба Іван Михайлович (село Огульці);
- Катрич Олексій Миколайович (село Олексіївка);
- Коляда Василь Олексійович (місто Валки);
- Лаврик Іван Іванович (село Черемушна);
- Марченко Іван Дмитрович (село Шелудькове);
- Новіков Тит Парфенович (місто Валки);
- Онопченко Микола Маркович (село Манили);
- Романенко Олексій Данилович (село Сніжків).

Валківщина має двох повних кавалерів ордена Слави: Микиту Омеляновича Яцину із села Огульці та Леоніда Пилиповича Козакова із селища Старий Мерчик, кавалерів двох орденів Слави: Іллю Костянтиновича Катрича із села Мельникове та Михайла Михайловича Калембета із села Гонтів Яр.
На Валківщині народилися і пішли в літературу відомий драматург і прозаїк Василь Минко, критик Іван Момот та український поет Григорій Панасович Коляда.
Після важких судових засідань у Валках писав свої гумористичні та сатиричні твори Сергій Петрович Чмельов, який також став жертвою сталінських репресій і загинув в ГУЛАЗі.
У селищі Ков'яги народився і виріс закоханий у природу і людей письменник сучасності Віктор Пантелеймонович Гаман, в селі Черемушна — енциклопедист, автор «Словника співаків України» та «Валківської енциклопедії» Іван Максимович Лисенко, в селі Гришків — поет, перекладач з вірменської мови та каламбурист Віктор Васильович Кочевський.
Не раз бував у Валках і подовгу жив, в родині свого тестя, академік-лінгвіст, директор Інституту мовознавства НАН України Леонід Булаховський.
На Валківщині також зросли академік НАН України, почесний доктор Нью-Йоркського університету США Володимир Сторіжко, академік НАН України Вадим Григорович Манжелій. Тільки в післявоєнний час у Валках народилося і поповнило наукові кадри понад 90 відомих сьогодні докторів та кандидатів наук.
Валківщина виховала народних артистів України, оперних співаків Миколу Частія та Миколу Манойла, театру драми і комедії Миколу Андрусенка, естрадного співака Валентина Реуса. Тут народився скульптор Андрій Дараган, художники Василь Золочевський, Борис Жуков та Василь Вязьмітінов.
У Валках народився один із керівників уряду України Григорій Іванович Ващенко. Тут довгі роки працював керівником району відомий політик та державник України губернатор Олександр Степанович Масельський.
На Валківщині у 1919 році у с. Минківка народився Крайовий Провідник Служби безпеки ОУН Карпатського краю Матвієнко Андрій Якович, молодший лейтенант РСЧА.
У Валках народився Пересада-Суходольський Михайло Степанович (*25 травня 1883, Валки — † 29 липня 1938, Львів) — український військовий діяч, генерал-хорунжий Армії УНР.
У Валках народився Дахневський Петро Євгенович (*23 серпня 1887, Валки — †10 травня 1928, Чехо-Словаччина) — військовий, громадський діяч; сотник 6-ї гарматної бригади 6-ї Січової дивізії Армії УНР
У селі Баранове народився Поготовко Михайло Миколайович (* 8 листопада 1891, с. Баранове Валківського повіту Харківської губернії — † 31 березня 1944) — український льотчик, підполковник Армії УНР. Один з ініціаторів створення Українського Визвольного Війська.
У Валках народився Ольховський Андрій Олексійович  — старший лейтенант Збройних сил України, учасник російсько-української війни.Загинув 29 серпня 2014-го при виходу з оточення під Іловайськом. Станом на 23 вересня 2014-го перебував у списках зниклих безвісти. Похований у Валках. * нагороджений орденом Богдана Хмельницького ІІІ ступеня (4.6.2015, посмертно)
У селі Шарівка народився Ваховський Андрій Миколайович (30 вересня 1979 — 29 серпня 2014) — сержант резерву Міністерства внутрішніх справ України.З початком війни — доброволець, пішов служити за контрактом, старший кулеметник БТР, 2-й батальйон спеціального призначення НГУ «Донбас», псевдо «Браво». Ніс службу в багатьох гарячих точках Донбасу.
29 серпня 2014-го загинув під час виходу батальйону «Донбас» «зеленим коридором» між селами Многопілля та Червоносільске. Їхав у кузові автомобіля КРАЗ; коли російські десантники відкрили вогонь по колоні, відстрілювався з автомата, вбитий кулеметною чергою.